# ناوالنو
ناوالنو (به اسپانیایی: Navaleno) یکی از دهستان های اسپانیا است که در استان سریا واقع شده‌است.

## خصوصیات
ناوالنو ۲۵٫۰۳ کیلومترمربع مساحت و ۹۴۲ نفر جمعیت دارد و ۱٬۱۲۳ متر بالاتر از سطح دریا واقع شده‌است.

## نگارخانه

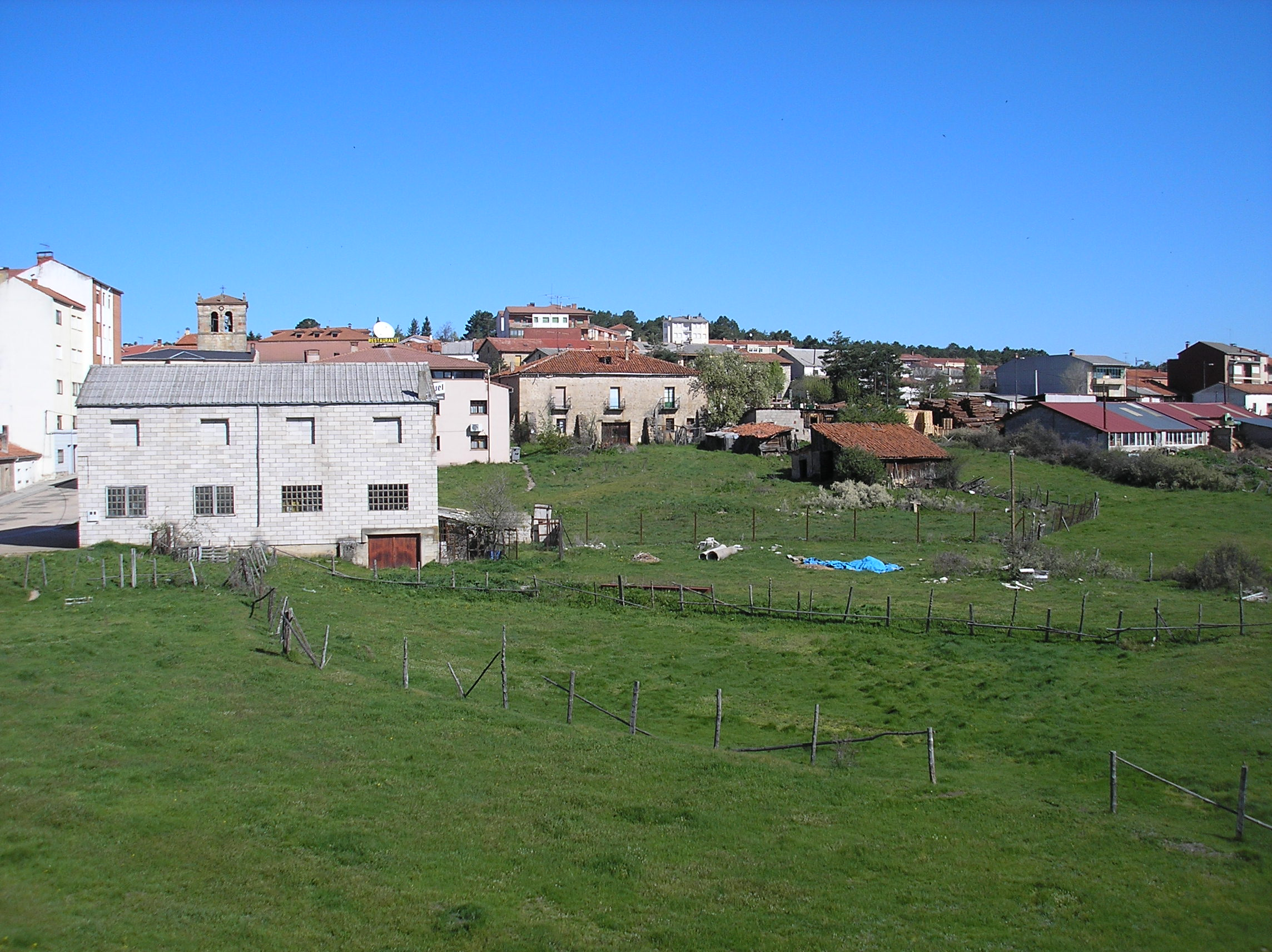
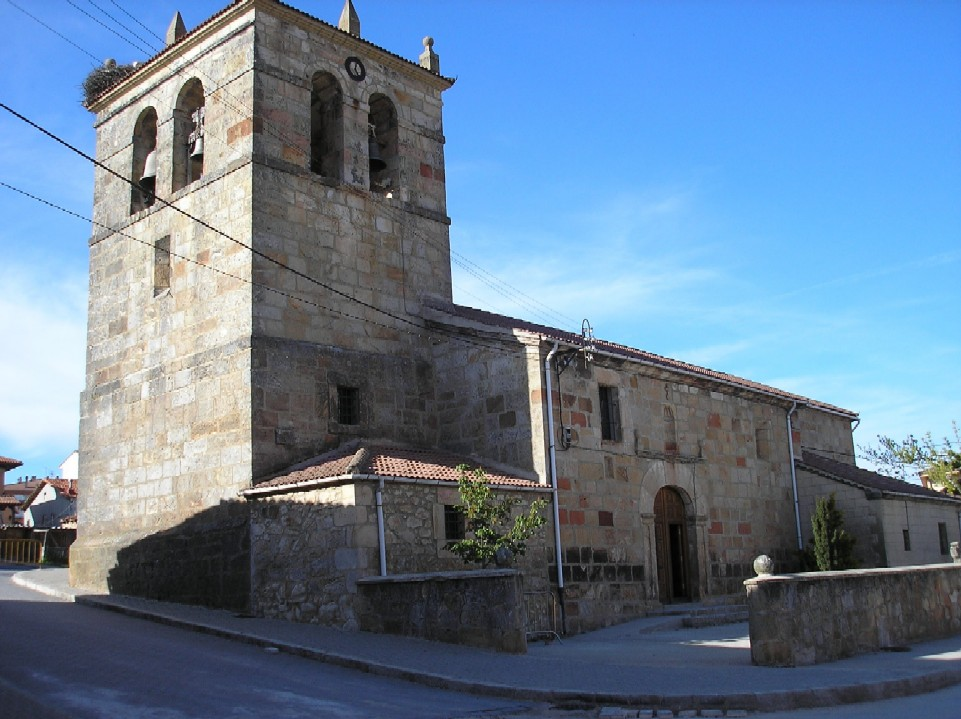